# Memorandum van een dokter
Memorandum van een dokter is een Nederlandse televisieserie gebaseerd op A.J. Cronins verhalen over de fictionele held Dr. Finlay. De serie werd van 1963 tot 1965 uitgezonden en werd geregisseerd door Peter Holland. De hoofdrollen waren voor Bram van der Vlugt, Rob Geraerds en Fien Berghegge.
De tune van de serie was een Capriccio van Locatelli uit het vioolconcert l'Arte del violino Opus 3.

## Cast
| Acteur             | Personage   |
| ------------------ | ----------- |
| Bram van der Vlugt | Dr. Finlay  |
| Rob Geraerds       | Dr. Cameron |
| Fien Berghegge     | Janet       |